# Nadine Akkerman
Nadine Akkerman (1978) is een Nederlandse Engels letterkundige en historicus. Ze is als hoogleraar vroegmoderne literatuur en cultuur verbonden aan de Universiteit Leiden. Daarnaast is ze verbonden aan de Jonge Akademie van de KNAW.

## Carrière
Nadine Akkerman studeerde aan de Vrije Universiteit Amsterdam waar ze in 2008 haar PhD cum laude haalde. Vervolgens werd ze docent Engelse letterkunde aan de Universiteit Leiden en sinds 2017 is ze daar werkzaam hoofddocent. In 2018 kwam haar eerste boek Invisible Agents uit, een analyse over de rol van vrouwen in de spionagenetwerken van de zeventiende eeuw. Een jaar later verkreeg ze de Ammodo Science Award voor haar werk. Met behulp van röntgenscanners kon ze de nog ongeopende brieven lezen en gebruiken voor haar onderzoek. Voor haar interdisciplinaire onderzoek en vernieuwende onderzoeksmethodes kreeg ze de Dr. Hendrik Muller Prijs van 2021 uitgereikt. Met haar werk werpt ze volgen de jury "nieuw licht op de rol van vrouwen, diplomatie en spionage in de vroegmoderne tijd".
Eind 2021 verscheen haar biografie Elizabeth Stuart: Queen of Hearts over het leven van Winterkoningin Elizabeth Stuart. Op 1 juni 2022 stelde de Universiteit Leiden haar aan als hoogleraar vroegmoderne literatuur en cultuur.

## Geselecteerde bibliografie
- Elizabeth Stuart, Queen of Hearts (Oxford: Oxford University Press, 2021).
  - Nederlandse vertaling: De hartenkoningin: Het leven van Elisabeth Stuart (Amsterdam: Querido Facto, 2023).
- Invisible Agents: Women and Espionage in Seventeenth-Century Britain (Oxford: Oxford University Press, 2018).
- The Correspondence of Elizabeth Stuart, Queen of Bohemia, 3 volumes (Oxford: Oxford University Press, 2011-2016)

- Bibsys: 1542227319265
- Bibliothèque nationale de France: cb169371693 (data)
- CiNii: DA19150621
- Gemeinsame Normdatei: 1048419525
- International Standard Name Identifier: 0000 0003 5689 9484
- Library of Congress Control Number: nb2011026663
- NARCIS: PRS1291363
- Nationale Bibliotheek van Tsjechië: jo2012695336
- Nationale Bibliotheek van Israël: 987007509785005171
- Nederlandse Thesaurus van Auteursnamen: 298807289
- ORCID: 0000-0002-3063-2610
- ResearcherID: O-5736-2019
- Réseau des bibliothèques de Suisse occidentale: 02-A020015642
- Système universitaire de documentation: 156653672
- Virtual International Authority File: 187461258
- WorldCat: E39PBJv8DTHGr6FMGwjH9VCxXd